# 2002 في الهند
فيما يلي قوائم الأحداث التي وقعت خلال عام 2002 في الهند.

## أحداث
- 27 فبراير – حرق قطار بجودهرا

## سياسة

### تعيين في المنصب
- 1 يناير – ناريندرا مودي Member of the Legislative Assembly (India) [الإنجليزية]‏، عضو الجمعية التشريعية في ولاية غوجارات.
- 25 يوليو – أبو بكر زين العابدين عبد الكلام رئيس الهند.
- 19 أغسطس – بايرون سينغ شيخاوات نائب رئيس الهند.

### انتهاء فترة المنصب
- 25 يوليو – ك. ر. نارايانان رئيس الهند.

## أفلام
من الأفلام التي صدرت هذه السنة في الهند:
- 1 يناير – ديفداس من إخراج سانجاي ليلا بهنسالي.

## مواليد

### يناير
- 1 يناير – بودهيا سينغ عداء مسافات طويلة هندي.

## وفيات

### فبراير
- 27 فبراير – سبايك ميليغان (مواليد 1918)[1]

### أبريل
- 18 أبريل – شهاب الدين الندوي (مواليد 1931)

### مايو
- 11 مايو – عابدة سلطان (مواليد 1913)
- 28 مايو – إبراهيم العريض (مواليد 1908)[2]

### يونيو
- 20 يونيو – سعيد أختر الرضوي (مواليد 1927) ثيولوجي هندي.

### يوليو
- 6 يوليو – ظهير أمباني (مواليد 1932) رائد أعمال هندي.

### أغسطس
- 14 أغسطس – ماري بيكفورد (مواليد 1902)

### ديسمبر
- 17 ديسمبر – محمد حميد الله (مواليد 1908) فيلسوف هندي.[3]